# 바그너 (드라마)
《바그너》는 19세기 천재음악가 바그너의 일생을 그린 10시간짜리 TV영화로, 영국의 런던트러스트사가 독일의 리처드바그너필름, 헝가리 MTV와 합작한 미니시리즈이다.

## 출연진
- 리처드 버튼 : 바그너 역
- 로런스 올리비에
- 존 길구드
- 배네서 레드그레이브
- 프랭코 네로
- 젬마 크라멘
- 랠프 리처드슨

## MBC 방영

### 개요
MBC에서 1983년 12월 13일부터 1983년 12월 23일까지 매일 밤 11시부터 방영되었다. 바그너 100주기와 한·독수교100주년을 기념하여 MBC가 수입하여 방영했다.

### 회차별 부제
| 회차   | 방송 일자 | 부제                  | 방송 시간                |
| 1983년 | 1983년    | 1983년                | 1983년                   |
| ------ | --------- | --------------------- | ------------------------ |
| 제1회  | 12월 13일 | 내 갈 길은 어던가     | 밤 11시 ~ 11시 50분      |
| 제2회  | 12월 14일 | 지명수배자            | 밤 11시 20분 ~ 12시 10분 |
| 제3회  | 12월 15일 | 돈돈돈                | 밤 11시 ~ 11시 50분      |
| 제4회  | 12월 16일 | 탄호이저 인생         | 밤 11시 ~ 11시 50분      |
| 제5회  | 12월 19일 | 자유!제 자유가 왔구나 | 밤 10시 10분 ~ 11시 50분 |
| 제6회  | 12월 19일 | 모함과 둥상           | 밤 10시 10분 ~ 11시 50분 |
| 제7회  | 12월 20일 | 어명을 어찌하오리까   | 밤 11시 ~ 11시 50분      |
| 제8회  | 12월 21일 | 나의 벗님은 어디에    | 밤 11시 ~ 11시 50분      |
| 제9회  | 12월 22일 | 전쟁과 아들 탄생      | 밤 11시 ~ 11시 50분      |
| 제10회 | 12월 23일 | 운명은 그대까지       | 밤 11시 ~ 11시 50분      |